# 洪武 (李新)
洪武（こうぶ）は、明代に李新が自立して建てた私年号。1619年。

## 西暦・干支との対照表
| 洪武 | 元年     |
| 西暦 | 1619年   |
| 干支 | 己未     |
| 明   | 万暦47年 |
| 後金 | 天命4年  |